# Scudo beotico

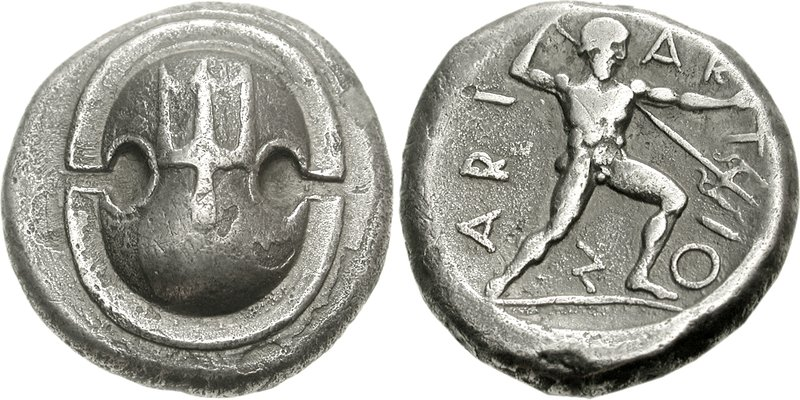
Moneta di Haliartus su cui è raffigurato uno scudo beotico con un tridente (a sinistra)

Uno scudo beotico, o beota è un grande scudo da tenere con la mano che una volta era usato dai guerrieri nell'Antica Grecia.  È relativamente simile al più comune aspis con cui condivide la forma arrotondata ma da cui differisce perché presenta delle rientranze scavate su entrambi i lati. Il termine  "beotico"  usato per quest'arma in tempi moderni perché è spesso presente nelle antiche monete della Beozia.  Nessuno scudo di questo tipo è arrivato fisicamente ai tempi moderni, ma questo scudo, assieme all'elmo beotico è considerato una caratteristica degli opliti della Beozia.
Una  falange era un'unità militare le cui prestazioni erano basate in parte su una relativa uniformità delle armi e armamenti dei suoi membri principali, gli opliti.  Questa necessità di uniformità si è apparentemente estesa alla forma degli scudi dei gruppi.
Lo scudo beotico era più stretto e più ovale rispetto all'aspis circulare, e su ciascuno dei suoi bordi verticali c'era una rientranza non dissimile dalle rientranze a forma di C che si trovano nel violino moderno e probabilmente usato per uno scopo simile: proprio come le rientranze del violino permettono al suonatore di far muovere l'archetto vicino al centro dello strumento, le rientranze dello scudo beotico permettevano al suo possessore di spingere e pugnalare con la sua arma da una posizione più vicina al centro dello scudo piuttosto che dover passare a lato o sopra lo scudo per colpire. Inoltre consentiva l'uso di picche più lunghe da reggersi con entrambe le 
mani (cfr. G. Brizzi, Il guerriero, l'oplita e il legionario, Bologna, 2008, pp. 20-21).
Riducevano anche il peso complessivo dello scudo, e poiché lo scudo era spesso il pezzo più pesante dell'equipaggiamento che trasportava un guerriero, qualsiasi riduzione del suo peso sarebbe stata benvenuta. È anche possibile che lo scudo beotico fosse costruito con pelli di animale stese su un telaio di vimini piuttosto che essere fatto di legno solido e bronzo come gli aspis - e questo fatto spiegherebbe perché nessuno scudo beotico sia sopravvissuto dall'antichità.
Come per gli elmi indossati dai beoti, questo metodo di costruzione meno costoso sarebbe stato preferito dagli opliti di questa regione che erano spesso meno ricchi rispetto ai loro omologhi in altre regioni della grande Grecia.